# Fort-Liberté (gemeente)
Fort-Liberté (Haïtiaans-Creools: Fòlibète) is een stad en gemeente in Haïti met 34.500 inwoners. De plaats ligt 37 km ten oosten van de stad Cap-Haïtien. Het is de hoofdplaats van het gelijknamige arrondissement en van het departement Nord-Est.

## Geschiedenis
Fort-Liberté is een van de oudste steden van het land. Het is gesticht in 1578 door de Spanjaarden. De plaats heeft in de geschiedenis verschillende namen gehad:
- De Taíno's en later de Spanjaarden noemden het Bayaha.
- De Fransen noemden het Fort-Dauphin.
- Na de onafhankelijkheid van Haïti in 1804 heette het Fort-Liberté.
- Van 1811 tot 1820, toen Henri Cristophe zich tot koning Hendrik I van Haïti had uitgeroepen, werd het door hem Fort-Royal genoemd.

Tijdens de Haïtiaanse Revolutie kwam het Franse leger onder leiding van Rochambeau hier in Haïti aan land. In twee dagen doodden zij de verdedigers van de stad.

### Moderne tijd
Tegenwoordig wordt er suikerriet, sinaasappelen en limoenen verbouwd. Ook vindt er industriële verwerking van sisal plaats. Er is een haven voor de visserij en voor de export van hout.
Fort-Liberté ligt aan een inham van de Atlantische Oceaan. Als toerist kan men per boot verschillende forten bereiken. Het bekendste is Fort Dauphin, gebouwd in 1732.

## Indeling
De gemeente bestaat uit de volgende sections communales:
| Nr. | Naam           | Km²   | Inw.2015 |
| --- | -------------- | ----- | -------- |
| 1   | Dumas          | 87,77 | 24.965   |
| 2   | Bayaha         | 61,58 | 3.171    |
| 3   | Loiseau        | 70,79 | 3.205    |
| 4   | Haut Madeleine | 20,14 | 3.093    |

## Patroonheilige
De patroonheilige van Fort-Liberté is Sint-Jozef. Zijn feestdag wordt gevierd op 19 maart.